# Chiesa dei Santi Pellegrino e Teresa
La chiesa dei Santi Pellegrino e Teresa è ubicata in pieno centro storico di Ancona, nella centralissima Piazza del Senato. È anche detta chiesa di San Pellegrino o chiesa degli Scalzi.
La struttura è sita a pochi passi da altri luoghi di pregevole interesse storico e artistico della città, quali la cattedrale di San Ciriaco, il Palazzo del Senato, il Museo archeologico e l'Anfiteatro romano.
La chiesa è dedicata al culto dei santi Pellegrino e Teresa, ma chiamata comunemente dagli anconetani chiesa degli Scalzi. Venne eretta nel XVIII secolo dai Carmelitani (artefice Giovanni Battista Bartoli); è sovrastata da una singolare cupola di grandi dimensioni rivestita in rame, per questo l'interno è a pianta circolare. Per quanto riguarda le opere d'arte, di pregevole fattura è l'antico Crocifisso in legno sagomato del XIII secolo di ignoto, proveniente dal primitivo tempio medioevale, nonché una Santa Teresa attribuita a Francesco Solimena, situata sopra l'entrata, nella cantoria.

## Caratteristiche ed architettura

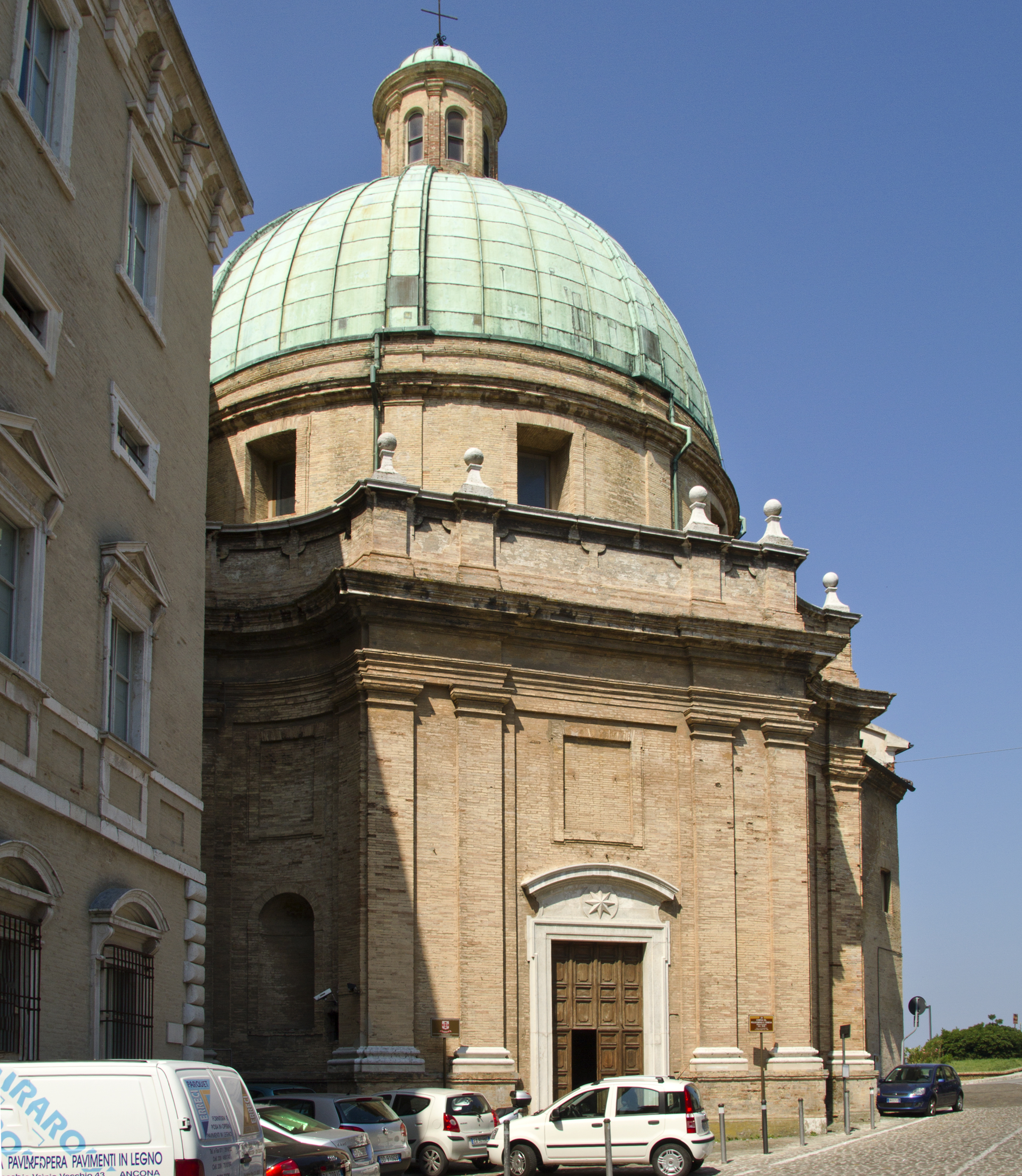
Vista laterale del prospetto

L’esterno è fortemente caratterizzato dal calore del cotto e dalla grande cupola di rame, larga quanto l’edificio templare e terminata da una lanterna, struttura che risulta ben visibile da più punti della città, tra le più imponenti d’Italia. L’edificio si adatta alle forme interne presentando una pianta pressoché ottagonale, con una coppia di binati di lesene doriche nella facciata principale e due lesene sui lati della diagonale, più corti e disegnati secondo un quarto di cerchio ad andamento concavo. È coronato da un attico, pilastrato e con specchiature – anch’esse caratterizzate dalla forma già vista in pianta, con quarti di cerchio concavi agli angoli – che separa nettamente i corpi del tamburo e della cupola dalla parte inferiore dell’edificio, conferendo loro maggiore slancio; dei piccoli globi su basi sagomate sono sovrapposti all’attico in corrispondenza delle lesene. Il bianco portale contrasta col colore dei mattoni ed è composto unicamente di architrave, fregio – ornato da una stella a otto punte, emblema papale di Clemente XI, si restringe in alto tramite quarti di cerchio – e cornice curvilinea; sormonta il portale l’architrave di una finestra cieca. Sulle diagonali, il prospetto possiede delle nicchie, sormontate da altre finestre cieche. Il semplice tamburo, percorso unicamente da otto lesene poco emergenti, fa da preambolo alla cupola, nella quale le lesene proseguono in guisa di nervature.
Il candido interno è a croce greca: quattro arcate disposte ad anello, da cui si dipartono le cappelle principali e porte che recano ad ambienti minori, sono inquadrate da lesene corinzie con rispettive mezze lesene. Il tamburo, semplice e pulito, si divide in otto grandi superfici, che aggettano in corrispondenza degli archi sottostanti; in ognuna risiedono altrettante finestre dagli spessi architravi. La volta della cupola è priva di qualsiasi ornamento. Ogni spazio verticale compreso entro le mezze lesene ospita una porta con architrave retto da volute, una specchiatura dalla forma d’un ottagono schiacciato con rappresentazioni su tela, un matroneo col parapetto d’intrecci dorati e con archi a sesto ribassato ed infine un grande quadro rettangolare racchiuso entro una specchiatura. Due delle quattro arcate ospitano imponenti altari, una l’entrata e la restante ospita la cappella maggiore: è più semplice e disadorna rispetto alle altre e ospita un pregevole crocifisso bizantino risalente al XIII secolo. I grandi altari marmorei situati nelle cappelle laterali possiedono coppie di lesene composite che escono a cuneo dalla parete, i cui frontoni spezzati ed arricciati ospitano figure di angeli e putti che reggono la Santa Croce e simboli della Passione. A coronamento sono posti attici con raccordi curvilinei terminanti in volute: recano nell'altare di sinistra il monogramma mariano, in quello di destra la colomba dello Spirito Santo; entrambi sprigionano raggi di sole. Una conchiglia su cui poggia un fastigio curvilineo termina la parte alta degli altari.